# Juan Jayo
Juan José Jayo (Lima, 20 de janeiro de 1973) é um ex-futebolista profissional peruano, que atuava como meia.

## Carreira
Ele jogou pela seleção peruna entre 1994 e 2007, disputando 97 partidas e marcando um gol.[carece de fontes?] Ele fez parte do elenco da Seleção Peruana de Futebol da Copa América de 2004.[carece de fontes?]